# Contaminations (film, 2019)
Pour plus de détails, voir Fiche technique et Distribution.
Contaminations (The Devil Has a Name) est un film américain réalisé par Edward James Olmos et sorti en 2019.

## Synopsis
Cadre supérieure aux dents longues pour l'entreprise pétrolière Shore Oil, Gigi Cutler est déterminée à obtenir un accès aux terres du fermier Fred Stern pour y construire de nouveaux puits de pétrole. Veuf depuis un an, ce dernier est un important producteur d'amandes en Californie qui se méfie d'abord de l'arrivée de Cutler sur son terrain recouvert d'arbres fruitiers. Toutefois, comme leurs relations deviennent cordiales, il est prêt à le céder en échange d'une somme symbolique jusqu'à ce qu'il remarque que ses champs pourrissent car l'eau de son exploitation a été empoisonnée, intentionnellement ou non. Dès lors, persuadé que Cutler les a contaminés pour le forcer à les vendre à bas prix au nom de Shore Oil, Stern engage un avocat, Ralph Wegis, pour faire condamner cette firme puissante pour la contamination volontaire de ces biens naturels... 

## Fiche technique
- Titre original : The Devil Has a Name
- Titre français : Contaminations
- Réalisation : Edward James Olmos
- Scénario : Robert McEveety
- Photographie : Reynaldo Villalobos (en)
- Production : Edward James Olmos, Robert McEveety, Patrick Hibler et Stephen McEveety
- Montage :	Robert K. Lambert
- Musique : Ariel Marx et Mark Tschanz
- Sociétés de production : Four Horsemen et StoryBoard Media
- Société de distribution : Momentum Pictures (en)
- Langue originale : anglais
- Pays :  États-Unis
- Genre : comédie noire
- Durée : 97 minutes
- Dates de sortie : 
  - États-Unis : 
    - 4 août 2019 (LALIFF)
    - 16 octobre 2020 (sortie nationale)

  - France : 21 octobre 2021

## Distribution
- David Strathairn : Fred Stern
- Edward James Olmos : Santiago
- Alfred Molina : Big Boss
- Kate Bosworth : Gigi Cutler
- Martin Sheen : Ralph Wegis
- Haley Joel Osment : Alex Gardner
- Pablo Schreiber : Ezekiel
- Katie Aselton : Olive Gore
- Kathleen Quinlan : Nancy
- Michael Hogan : Judge